# Hypolophota
Hypolophota is een geslacht van vlinders van de familie snuitmotten (Pyralidae), uit de onderfamilie Galleriinae.

## Soorten
- H. agasta Turner, 1911
- H. amydrastis Turner, 1904
- H. oodes Turner, 1904